# Bystrzyca Kłodzka
Bystrzyca Kłodzka este un oraș în Polonia.